# Bitwa pod Brissarthe
Bitwa pod Brissarthe – starcie zbrojne, które miało miejsce 15 września 866 roku pomiędzy Frankami a wikingami. W wyniku bitwy śmierć poniósł Robert Mocny, hrabia Tours i Angers, któremu król Karol II Łysy powierzył obronę przed najazdami Normanów.  
W roku 866 książę bretoński Salomon III (rządzący w latach 857–874) zawiązał sojusz z Hasteinem z Danii, skierowany przeciwko Anjou, Maine i Tureni. Pierwszym celem sił sojuszniczych stało się miasto Le Mans, które doszczętnie splądrowano. 
W tej sytuacji dowodzenie nad siłami z zagrożonych atakami regionów objął hrabia Robert Mocny, który zebrał frankijskie wojska m.in. hrabiego Ranulfa I z Poitou, Gosfrida i Hervé z Maine. Frankowie wyszli naprzeciwko powracających z łupami Bretonów i Skandynawów. Do spotkania doszło w rejonie Brissarthe, gdzie odcięto przeciwnikowi drogę ku rzece Loarze i załadowanie łupów na łodzie. Zaatakowani zmuszeni zostali do ucieczki do pobliskiego kościoła, gdzie z miejsca zostali oblężeni przez Franków. Wieczorem wikingowie podjęli próbę wyjścia z okrążenia, atakując Franków. W wyniku bitwy śmierć poniósł Robert Mocny, Ranulf trafiony strzałą był śmiertelnie ranny, ranę odniósł także Hervé. Po stracie swoich dowódców Frankowie wycofali się. 
W roku 867 roku Karol II Łysy rozpoczął pertraktacje z Salomonem, uznając go jako króla Bretanii i nadając mu hrabstwo Cotentain co skutkowało odłączeniem się hrabstwa Avranches położonego pomiędzy Cotentain a Bretanią. 
Tymczasem wikingowie kontynuowali ataki na ziemie Franków. Przez kolejne lata Hastein pustoszył tereny nad Loarą: Bourges – 867, Orlean – 868, Angers – 872, co zmusiło Karola do zawiązania sojuszu z Salomonem. 